# Baikanthpur
Baikanthpur är en ort i Indien.   Den ligger i distriktet Rewa och delstaten Madhya Pradesh, i den centrala delen av landet, 600 km sydost om huvudstaden New Delhi. Baikanthpur ligger 305 meter över havet och antalet invånare är 10 179.
Terrängen runt Baikanthpur är mycket platt. Runt Baikanthpur är det tätbefolkat, med 383 invånare per kvadratkilometer. Närmaste större samhälle är Mangawān, 15,3 km öster om Baikanthpur. Trakten runt Baikanthpur består till största delen av jordbruksmark.